# Vala (hinduismus)
Vala je v indické mytologii jeskyně ukrývající první úsvit, později démon který první úsvit zadržuje. Podle Rgvédu se „první Ušas“, tedy zosobněný úsvit, skrývala v jeskyni na ostrově uprostřed řeky Rasá. První úsvit byl vystopován vlčicí Saramou a jeskyně následně otevřena hromovládcem Indrou, doprovázeným pěvci a básníky zvanými Angirasové, kteří nejdříve zpívali, křičeli a obecně dělali hluk načež Indra udeřil do jeskyně svým vadžrou a rozbil jí. Poté z jeskyně vystoupil první úsvit, který osvětlil celý svět, a červenavé krávy. Krávy byly srovnávány s červenavým úsvitem a také s obřadní poesií, která měla udržovat svět v chodu.
Podle Mahábháraty byl Vala asurou-démonem synem Danáju, tedy snad Dánu, dcery Dakši a manželky Kašjapy, a společně se svými bratry Vrtrou, Vikšarou a Vírou byl „býkem mezi asury“ a nejsilnějším z tohoto plemene. Michal Téra uvádí že démon Vala krávy do jeskyně ukryl a Indra je osvobodil, ale motiv toho že krávy byly nejdříve ukradeny s původním podání vůbec neobjevuje. Podle Padmapurány jednou Vala prováděl na mořském břehu večerní modlitbu a Indra Dévendra jej rozťal ve dví svým vadžrou. Někdy je též označován jako Bala, což je však jméno které nese také mnoho dalších hinduistických postav.
Indolog Michael Witzel vykládá tento mýtus jako kosmologonický, tedy pojednávající o počátku světa a světla, přičemž stvořitelský akt Indry a Angirasů se měl opakovat vždy o zimním slunovratu v souvislosti s prodlužováním dne, chápaném jako nové stvoření. Považuje jej za součást takzvané laurasijské mytologie, zahrnující všechny světové mytologie s výjimkou těch pocházejících subsaharské Afriky, Austrálie a Papui Nové Guiney. Mytickou jeskyni také chápe jako odkaz na chlévy budované pro dobytek aby přežil kruté zimy.
Valu Witzel srovnává s japonskou mytickou jeskyní Ama-no-Iwato, v které se skrývala sluneční bohyně Amaterasu. Tento příběh je navíc zjevně spojen s novoročními oslavami nového slunce. Podle Witzela je vysoce nepravědobné že byl japonský mýtus ovlivněn védským, v době zaznamenání védského mýtu neexistovaly kontakty mezi Indií a Japonskem a v pozdější době kdy se Japonsko setkávala s indickou kulturou skrze buddhismus byl mýtus o Valovi prakticky zapomenut. Dále pak upozorňuje na podobnost s íránskou Vara „ohradou“ vybudovanou králem Džamšídem a lotyšský mýtus o tom jak Velns unesl Saules meita. Jako vzdáleněji podobné chápe i řecké mýty o tom jak Héraklés získal Géryonova stáda nebo o tom jak byla unesena Persefoné.
Indolog Alfred Hillebrandt uvažoval o tom že jméno Vala nemá původ v sanskrtu a je tak možné že vyložit jeho význam je prakticky nemožné. Roman Jakobson chápal Valu jako démona který vlastní a chrání dobytek, který běduju nad ztrátou svých stád. Považoval za možné že jméno Vala je příbuzné jménu Varuny, védského boha spojovaného s přísahami a kosmickým řádem, a také jménu slovanského Velese či severského Ulla. Údajné nepřátelství mezi Indrou a Varunou srovnává s tím jak Indra rozbil jeskyni Valu či zabil démona Valu.